# 1920 у літературі

## Нагороди
- Нобелівську премію з літератури отримав норвезький письменник Кнут Гамсун.

## Народились
- 2 січня — Айзек Азімов, автор (пом. 1992).
- 18 червня — Астер Беркхоф, бельгійський письменник.
- 14 липня — Мустафа Карахасан, македонський письменник-оповідач, романіст, есеїст (помер у 2002).
- 14 серпня — Альфред Гонг,  австрійсько-американський поет, прозаїк, літературний критик і журналіст.
- 22 серпня — Рей Бредбері — один із найвідоміших американських письменників-фантастів, автор близько 400 літературних творів різних жанрів: оповідань, романів, віршів, есе, п'єс для театру і радіо, кіно- й телесценаріїв.
- 29 серпня — Йордан Леов — македонський письменник великої і малої прози (помер у 1998).
- 24 вересня — Ян Кар'ю — прозаїк, драматург, поет і педагог (помер у 2012).
- 25 грудня — Йован Бошковський, македонський письменник, критик (помер у 1968).